# Ruínas da Lagoinha
As Ruínas da Lagoinha, ou Ruínas do Engenho da Lagoinha, são um monumento em Ubatuba, tombado nos anos 1980 pelo CONDEPHAAT por seu interesse arqueológico. O sítio é administrado pela Fundação de Arte e Cultura de Ubatuba (FundArt).
Os arredores das ruínas contam com belas cachoeiras muito visitadas pôr moradores e turistas, como a cachoeira véu de noiva com uma queda d'água deslumbrante e estrutura para rapel.

## História e características da construção
As ruínas são reminiscências de um engenho, parte da Fazenda Bom Retiro, possivelmente datando da primeira metade do século XIX.
Localizada na região sul de Ubatuba, situada próximo ao km 72 da Rodovia Rio-Santos (sentido serra), as ruínas fazem parte de edificação originalmente erguida em pedra e cal. Segundo pesquisadores, a construção da mesma data de antes da abertura de subscrição pública, tendo sido realizada pelo engenheiro francês João Agostinho Stevenné em 1828, em um momento em que Ubatuba apresentava um quadro de crescimento e prosperidade econômica advinda da atividade comercial em seu porto, por onde se escoava parte substancial da produção do Vale do Paraíba, sendo o porto em questão o ponto final da rota de tropeiros executada através da estrada Ubatuba – São Luís do Paraitinga.

## Estado de conservação atual
A construção, que sofreu forte desgaste com o tempo, encontra-se recobertas por densa vegetação, o que segundo o CONDEPHAAT agrava ainda mais os danos a estrutura. 